# HD 47964
HD 47964，又名BD+00 1546，SAO 114269、HR 2461，是一颗恒星，视星等为5.79，位于銀經211.31，銀緯-2.08，其B1900.0坐标为赤經6h 35m 56.9s，赤緯+0° -2.08′ 19″。